# Улица Эвалда Валтера
Улица Э́валда Ва́лтера (латыш. Ēvalda Valtera iela) — улица в Видземском предместье города Риги, в микрорайоне Дрейлини. Начинается от улицы Августа Деглава, пролегает в северном направлении и заканчивается у пересечения с улицей Бикерниеку, продолжаясь далее как улица Гиппократа.
Общая длина улицы Эвалда Валтера составляет 1560 метров. Фактически проложен только участок к югу от улицы Дзелзавас (590 метров) и небольшой отрезок, прилегающий к улице Бикерниеку (190 метров). Здесь улица благоустроена: проезжая часть асфальтирована, имеет две полосы движения, устроены тротуары. На отрезке от улицы Августа Деглава до улицы Дзелзавас курсирует автобус маршрута № 6, имеется остановка «Ēvalda Valtera iela». До сентября 2021 года на этой же улице находилась конечная остановка упомянутого маршрута.

## История
Улица Эвалда Валтера была запроектирована в районе перспективной застройки Дрейлини (микрорайон Дрейлини-2), первоначально под названием улица Румпмуйжас (латыш. Rumpmuižas iela), которое было утверждено в 1990 году. Такое название до 1937 года носила нынешняя улица Августа Деглава, и городская власть решила сохранить данный топоним, присвоив его новой улице. В том же 1990 году началось сооружение 9-этажных панельных домов серии 602, однако по экономическим и политическим причинам оно не было своевременно завершено, а в 1993 году стройка была заморожена. Поскольку к 1998 году ни одно здание так и не было достроено и не получило адрес по улице Румпмуйжас, это название не вошло в утверждённый Рижской думой перечень городских улиц, и проектируемая улица осталась безымянной.

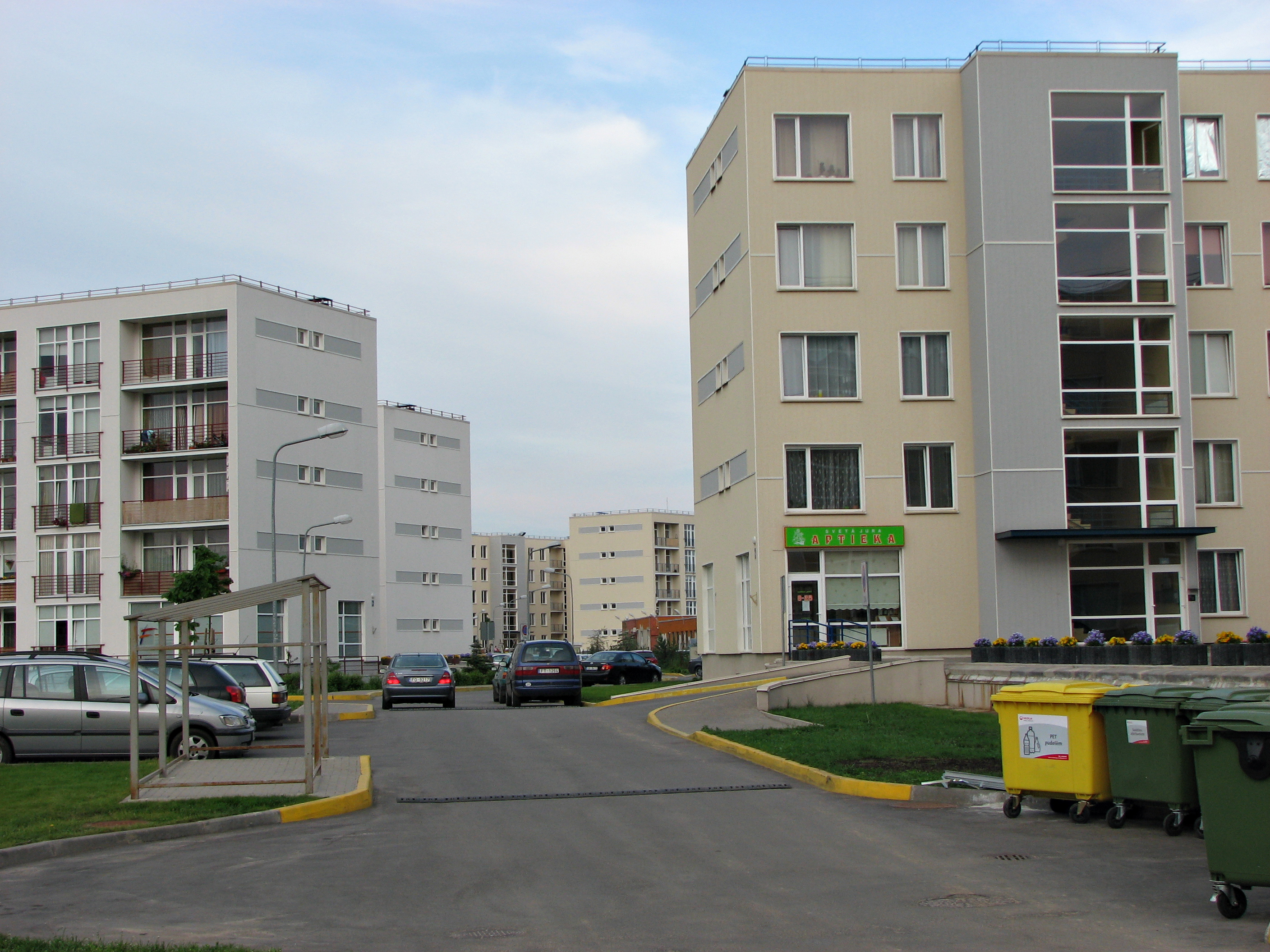
Новый квартал между улицами Эвалда Валтера и Кайвас

В 2002 году был разработан проект отделки незавершённых домов, после чего началась его постепенная реализация. 8 июня 2004 года новой улице было присвоено имя латвийского актёра Эвалда Валтерса (1894—1994), а 6 июля того же года торжественно сдан в эксплуатацию первый многоквартирный жилой дом в Дрейлини (ул. Эвалда Валтера, 3). В церемонии принял участие мэр Риги Гундарс Боярс. В последующем были достроены все ранее начатые дома, ведётся сооружение новых кварталов.

## Прилегающие улицы
Улица Эвалда Валтера пересекается со следующими улицами:
- улица Августа Деглава
- улица Балтинавас
- улица Дзилнас
- улица Дзелзавас
- улица Аронас
- улица Бикерниеку